# デイトナ24時間レース

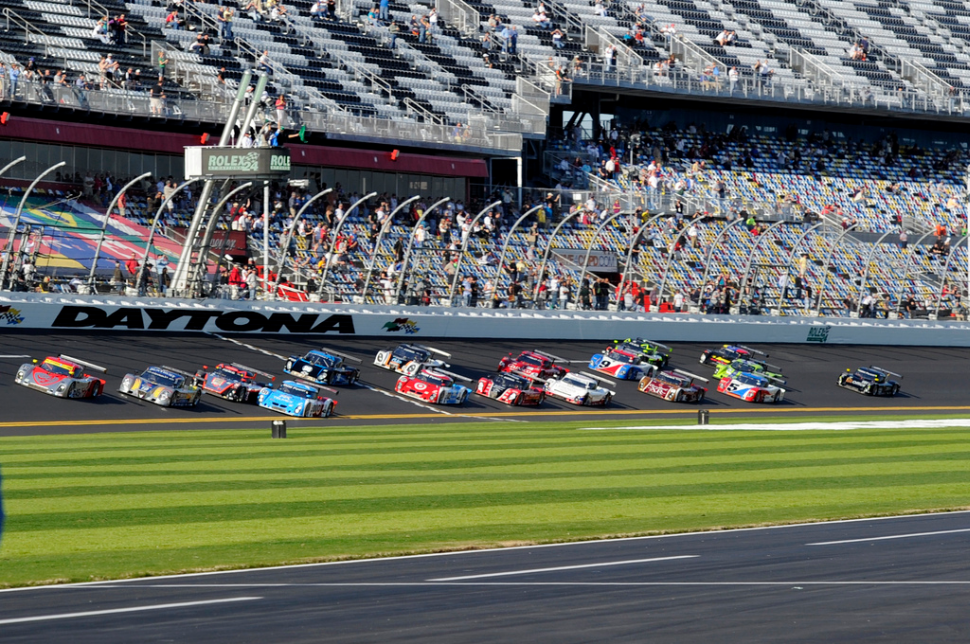
2011年スタートシーン

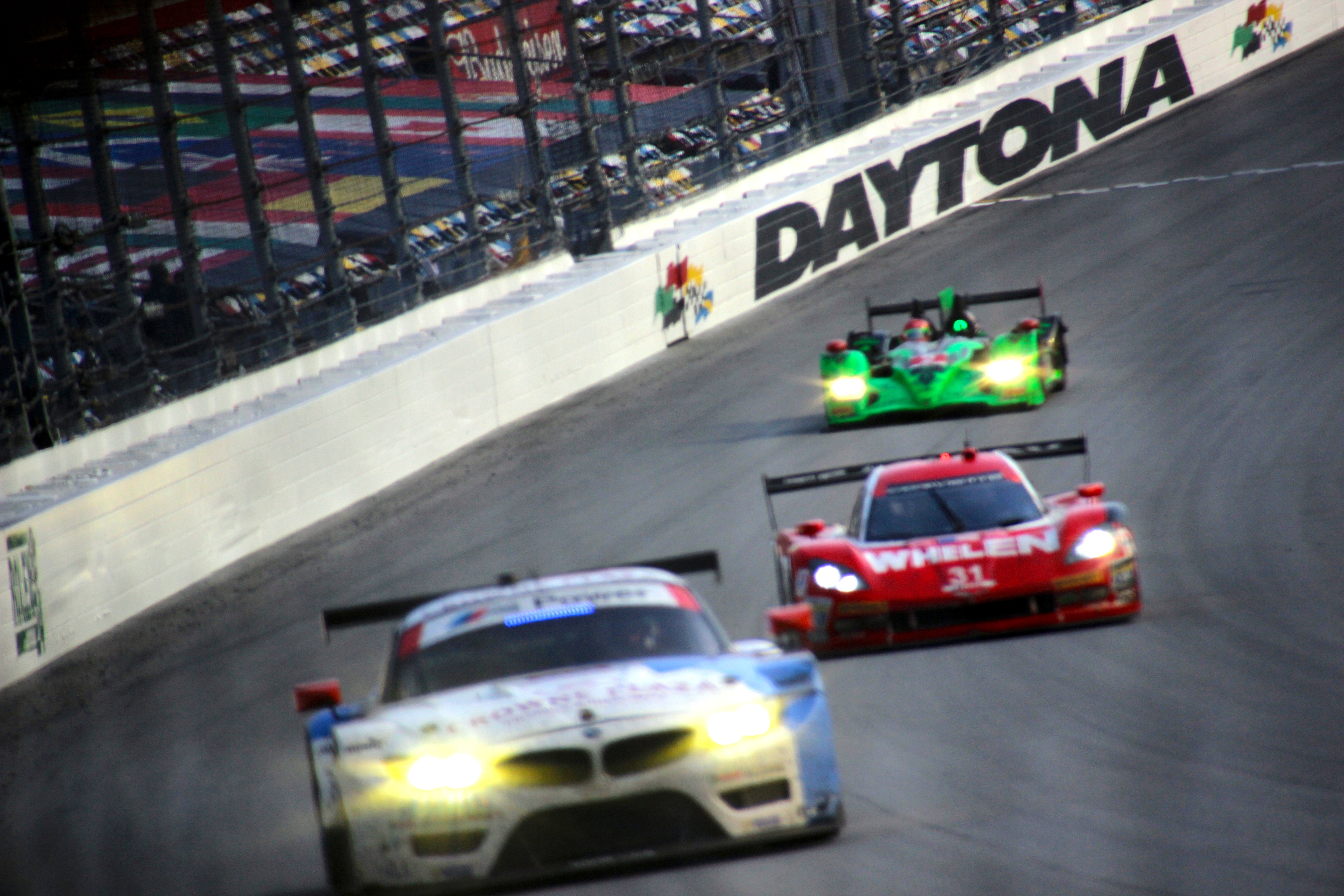
2014年

デイトナ24時間レース（デイトナにじゅうよじかんレース、24 Hours of Daytona）は、フロリダ州デイトナにあるデイトナ・インターナショナル・スピードウェイで開始以来毎年1月の最終週と2月の初頭に開催されている。ル・マン24時間レース、スパ・フランコルシャン24時間レースの2レースとあわせて「世界三大耐久レース」とも呼ばれる。
1992年以降、ロレックスが大会冠スポンサーとなり「ロレックス24 (Rolex 24)」と称している。

## 概要

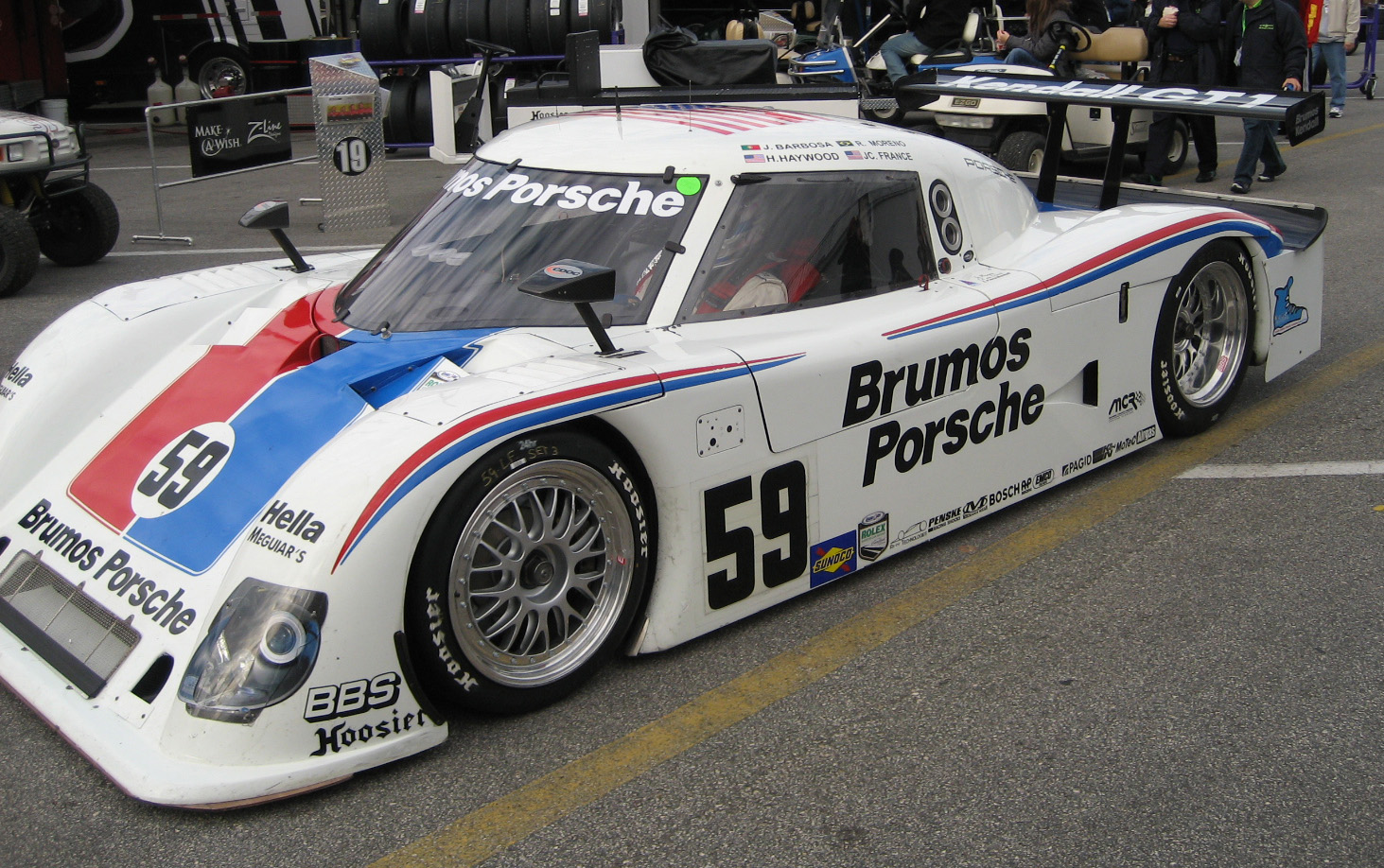
2007年 デイトナ・プロトタイプのライリー・MkXI-ポルシェ

フランスで行われるル・マン24時間レースの形式を踏襲しており、3人（2008年から4人のエントリーも可能）のドライバーがチームとして1台の車を走らせ、24時間という決められた時間内に最も長い距離を走行したチームが優勝となる。ル・マンと異なるのは、パーマネントサーキットを用いて公道区間は存在しない点である。高速オーバルコースが母体になるコース上の特性に加え、途中に組み込まれたテクニカルセクションが存在することから、ストレートの長いサルト・サーキットよりもマシンやドライバーにかかる負担も大きいレースである。バンクではマシンに上下方向でのGがかかることからサスペンションのセッティングにも苦心するレースでもある。また、海に近いため潮風が車体にダメージを与えることもある。そして夏至の近くに開催されるル・マンと違い、夜が長い冬に開催されるため夜間走行が長く行われる。
1962年に3時間走の「デイトナ・コンチネンタル（英: Daytona Continental）」として始まった。1964年には2000キロメートルの距離走となり、1966年に24時間走の「デイトナ24時間コンチネンタル（英: Daytona 24 Hour Continental）」となった。発足当初から国際自動車連盟（FIA）のグランドツーリング製造者世界選手権に組み込まれており、後継の選手権でも同様であった。1973年から1997年までは国際モータースポーツ協会（IMSA）のIMSA GT選手権の1戦も兼ねていた。グループCの隆盛と迷走によりエントラントからは高い人気を誇り、100台以上がエントリーした年もあった。
2000年よりグランダム・シリーズの1戦となった。しかしコストの上昇に歯止めをかけるため、2002年シーズン終盤（2004年より本格導入）にグランダム・シリーズがIMSA-WSCクラスに変わってデイトナ・プロトタイプという独自規格を導入したため、FIA / フランス西部自動車クラブ（ACO）の世界耐久選手権（WEC）やル・マン24時間レース、アメリカン・ル・マン・シリーズ（ALMS）のLMPのスポーツカーと車両規定に互換性が無くなってしまった。そのためLMPが出場できるALMSのセブリング12時間レースの知名度が上昇するのと相対的にこのレースの世界的地位が下がったとも言われる。しかしグランダムもALMSに劣らぬ勢力を誇り、毎年40後半から70台ものエントラントを集めた。
2014年にALMSとグランダムが合併してユナイテッド･スポーツカー選手権（USCC）が誕生すると、欧州のLMP2・LM-GTE・GT3車両も参戦できるようになり、また2017年にデイトナ・プロトタイプ・インターナショナル（DPi）が導入されたことでメーカーも参入しやすくなったため、再び世界的地位を回復しつつある。FOXによれば2017年の平均視聴者数は前年比1.65倍もの伸びとなった。
2023年より、IMSA、FIA、ACO共通の車両規定ル・マン・デイトナ・h（LMDh）が導入された。
これに伴い2025年現在の参加可能車両は「GTP（LMDh）」「LMP2」「GTD Pro（LMGT3）」「GTD（LMGT3 / 1名はブロンズorシルバードライバー必須、プラチナドライバー禁止）」の4区分3車種となっている。
名称は数年ごとに変わっていたが、1991年以降はロレックスが冠スポンサーとして大会名に付いており、ロレックス24時間とも呼ばれる。レースで勝利したチームのドライバーには、同社の高級腕時計「コスモグラフ・デイトナ」の特別仕様が贈られる。それ以前はペプシコ（1978年-1983年）やサンバンク（1984年-1990年）が冠スポンサーであった。

## 日本勢の活躍
下位クラスに限って言えば、デイトナで最も多くの成功を収めているのはマツダである。1979年と1982年から1993年まで12年連続でマツダ・サバンナRX-7がGTUクラスで、1982年には片山義美、従野孝司、寺田陽次郎がGTOクラスで、2008年と2010年は3ローター・自然吸気（NA）エンジンを搭載したマツダ・RX-8がGTクラスで優勝するなど、計23回ものクラス優勝を収めている。ただし総合優勝は依然としてエンジン含めても成し遂げていない。
日本メーカー・日本人・日本チーム初の総合優勝は、1992年のニッサン・R91CP。長谷見昌弘、星野一義、鈴木利男が名を連ね、加えてレースラップ数更新（ただしレイアウト改修前の1982年の最長距離記録4443.334 kmの更新はならず）を果たした。この記録は2018年に破られるまで保持された。しかし当時のアメリカは、主に日本車に関する貿易摩擦の問題を抱えていたため、レース後の日本人ドライバートリオに対するインタビューでは、レースの内容よりも日米貿易不均衡についての意見を求めるアメリカ人ジャーナリストが数多く存在した。またロレックスが優勝者に時計を贈り始めたのはこの年からであり、つまり星野らはデイトナで勝ってロレックスをもらった初のドライバーにもなった。
その他1993年にトヨタ・イーグルMkⅢ、1994年にニッサン・300ZX、2006年~2008年にレクサス・1UZ-FEエンジン、2016年にホンダ・HR35TTエンジンがそれぞれ総合優勝を収めている。
なおSUPER GTのGT300クラスで2006・2007年にチームタイトルを獲得した紫電は、ライリー・テクノロジーズ製MK XIのモノコックをベースに製作した車両で、エンジンもデイトナ24時間用のレクサス・1UZ-FEを戸田レーシングがチューニングしたものである。
2017年にLMP2をベースとするDPi（デイトナ・プロトタイプ・インターナショナル）規定が導入されると、マツダがライリー&マルチマティック、日産がオンローク・オートモーティブ、2018年からアキュラ（ホンダ）がオレカとそれぞれジョイントして参戦している。2019年には元F1ドライバーの小林可夢偉がフェルナンド・アロンソとともにキャデラックで初参戦し、総合優勝を飾っている。

## 歴代タイトルの一覧
| 開催年       | 日付                     | ドライバー | チーム                                                       | 車種                                           | タイヤ                   | 車番                     | 走行距離                    |             |             |
| 3時間レース  | 3時間レース              | 3時間レース | 3時間レース                                                  | 3時間レース                                    | 3時間レース              | 3時間レース              | 3時間レース                 | 3時間レース | 3時間レース |
| ------------ | ------------------------ | --- | ------------------------------------------------------------ | ---------------------------------------------- | ------------------------ | ------------------------ | --------------------------- | ----------- | ----------- |
| 1962年       | 2/11                     | ダン・ガーニー | フランク・アーチャー                                         | ロータス・19B-コヴェントリー・クライマックス   | G                        | 96                       | 502.791 km (312.420 mi)     |             |             |
| 1963年       | 2/17                     | ペドロ・ロドリゲス | ノース・アメリカン・レーシングチーム                         | フェラーリ・250GTO                             | G                        | 18                       | 494.551 km (307.300 mi)     |             |             |
| 2000kmレース |                          | |                                                              |                                                |                          |                          |                             |             |             |
| 1964年       | 2/16                     | ペドロ・ロドリゲス フィル・ヒル | ノース・アメリカン・レーシングチーム                         | フェラーリ・250GTO                             | G                        | 30                       |                             |             |             |
| 1965年       | 2/28                     | ケン・マイルズ ロイド・ルビー | シェルビー・アメリカン                                       | フォード・GT40                                 | G                        | 73                       |                             |             |             |
| 24時間レース |                          | |                                                              |                                                |                          |                          |                             |             |             |
| 1966年       | 2/5・2/6                 | ケン・マイルズ ロイド・ルビー | シェルビー・アメリカン                                       | フォード・GT40MkII                             | G                        | 98                       | 4,157.222 km (2,583.178 mi) |             |             |
| 1967年       | 2/4・2/5                 | ロレンツォ・バンディーニ クリス・エイモン | SpA フェラーリ SEFAC                                         | フェラーリ・330P4                              | F                        | 23                       | 4,083.646 km (2,537.460 mi) |             |             |
| 1968年       | 2/3・2/4                 | ヴィック・エルフォード ヨッヘン・ニアパッシュ ロルフ・シュトメレン ジョー・シフェール ハンス・ヘルマン                                                     | ポルシェ・システム・エンジニアリング                         | ポルシェ・907                                  | D                        | 54                       | 4,126.567 km (2,564.130 mi) |             |             |
| 1969年       | 2/1・2/2                 | マーク・ダナヒュー チュック・パーソンズ | ロジャー・ペンスキー・スノコ・レーシング                     | ローラ・T70-シボレー                           | G                        | 6                        | 3,838.382 km (2,385.060 mi) |             |             |
| 1970年       | 1/31・2/1                | ペドロ・ロドリゲス レオ・キヌーネン | J.W. オートモビル・エンジニアリング                          | ポルシェ・917                                  | F                        | 2                        | 4,439.279 km (2,758.440 mi) |             |             |
| 1971年       | 1/30・1/31               | ペドロ・ロドリゲス ジャッキー・オリバー | J.W. オートモビル・エンジニアリング                          | ポルシェ・917K                                 | F                        | 2                        | 4,218.542 km (2,621.280 mi) |             |             |
| 1972年       | 2/6                      | マリオ・アンドレッティ ジャッキー・イクス | SpA フェラーリ SEFAC                                         | フェラーリ・312PB                              | F                        | 2                        | 1,189.531 km (739.140 mi)   |             |             |
| 1973年       | 2/3・2/4                 | ピーター・グレッグ ハーレイ・ヘイウッド | ブルモス・ポルシェ                                           | ポルシェ・911カレラ                            | G                        | 59                       | 4,108.172 km (2,552.700 mi) |             |             |
| 1974年       | オイルショックのため中止 | オイルショックのため中止 | オイルショックのため中止                                     | オイルショックのため中止                       | オイルショックのため中止 | オイルショックのため中止 | オイルショックのため中止    |             |             |
| 1975年       | 2/1・2/2                 | ピーター・グレッグ ハーレイ・ヘイウッド | ブルモス・ポルシェ                                           | ポルシェ・911カレラRSR                         | G                        | 59                       | 4,194.015 km (2,606.040 mi) |             |             |
| 1976年       | 1/31・2/1                | ピーター・グレッグ ブライアン・レッドマン ジョン・フィッツパトリック                                                                                       | BMW・オブ・ノースアメリカ                                    | BMW・3.0CSL                                    | G                        | 59                       | 3,368.035 km (2,092.800 mi) |             |             |
| 1977年       | 2/5・2/6                 | ハーレイ・ヘイウッド ジョン・グレイブス デーブ・ヘルミック                                                                                                 | エクリ・エスカルゴ                                           | ポルシェ・911カレラRSR                         | G                        | 43                       | 4,208.499 km (2,615.040 mi) |             |             |
| 1978年       | 2/4・2/5                 | ピーター・グレッグ ロルフ・シュトメレン トイネ・ヘゼマンズ                                                                                                 | ブルモス・ポルシェ                                           | ポルシェ・935ターボ                            | G                        | 99                       | 4,202.319 km (2,611.200 mi) |             |             |
| 1979年       | 2/3・2/4                 | ハーレイ・ヘイウッド テッド・フィールド ダニー・オンガイス                                                                                                 | インタースポーツ・レーシング                                 | ポルシェ・935ターボ                            | G                        | 0                        | 4,227.039 km (2,626.560 mi) |             |             |
| 1980年       | 2/2・2/3                 | ロルフ・シュトメレン フォルカート・メアル ラインホルト・ヨースト                                                                                           | L&M ヨースト・レーシング                                     | ポルシェ・935ターボ                            | D                        | 2                        | 4,418.615 km (2,745.600 mi) |             |             |
| 1981年       | 1/31・2/1                | ボビー・レイホール ブライアン・レッドマン ボブ・ギャレットソン                                                                                             | ガレットソン・レーシング                                     | ポルシェ・935ターボ                            | G                        | 9                        | 4,375.355 km (2,718.720 mi) |             |             |
| 1982年       | 1/30・1/31               | ジョン・ポールSr. ジョン・ポールJr. ロルフ・シュトメレン                                                                                                   | JLPレーシング                                                | ポルシェ・935ターボ                            | G                        | 18                       | 4,443.334 km (2,760.960 mi) |             |             |
| 1983年       | 2/5・2/6                 | A.J.フォイト プレストン・ヘン ボブ・ウォレク クロード・バロ＝レナ                                                                                          | ヘンス・スワップ・ショップ・レーシング                       | ポルシェ・935ターボ                            | G                        | 8                        | 3,819.167 km (2,373.120 mi) |             |             |
| 1984年       | 2/4・2/5                 | サレル・ヴァン・デル・メルヴェ トニー・マーティン グラハム・デュクスブリー                                                                                 | クリーピー・クラウリー・レーシング                           | マーチ・83G-ポルシェ                           | G                        | 00                       | 3,986.023 km (2,476.800 mi) |             |             |
| 1985年       | 2/2・2/3                 | A.J.フォイト ボブ・ウォレク アル・アンサーSr. ティエリー・ブーツェン                                                                                       | ヘンス・スワップ・ショップ・レーシング                       | ポルシェ・962C                                 | G                        | 8                        | 4,027.673 km (2,502.680 mi) |             |             |
| 1986年       | 2/1・2/2                 | アル・ホルバート デレック・ベル アル・アンサーJr. | レーベンブロイ・ホルバート・レーシング                       | ポルシェ・962C                                 | G                        | 14                       | 4,079.236 km (2,534.720 mi) |             |             |
| 1987年       | 1/31・2/1                | アル・ホルバート デレック･ベル チップ・ロビンソン アル・アンサーJr.                                                                                        | レーベンブロイ・ホルバート・レーシング                       | ポルシェ・962C                                 | G                        | 14                       | 4,314.136 km (2,680.680 mi) |             |             |
| 1988年       | 1/30・1/31               | ラウル・ボーセル マーティン・ブランドル ジョン・ニールセン                                                                                                 | カストロール・ジャガー・レーシング                           | ジャガー・XJR-9                                | D                        | 60                       | 4,170.905 km (2,591.680 mi) |             |             |
| 1989年       | 2/4・2/5                 | ジョン・アンドレッティ デレック・ベル ボブ・ウォレク | ミラー/BFグッドリッチ・バスビー・レーシング                  | ポルシェ・962C                                 | BF                       | 67                       | 3,557.873 km (2,210.760 mi) |             |             |
| 1990年       | 2/3・2/4                 | デイビー・ジョーンズ ヤン・ラマース アンディ・ウォレス | カストロール・ジャガー・レーシング                           | ジャガー・XJR-12                               | G                        | 61                       | 4,359.970 km (2,709.160 mi) |             |             |
| 1991年       | 2/2・2/3                 | ハーレイ・ヘイウッド ジョン・ウィンター フランク・イェリンスキー アンリ・ペスカロロ ボブ・ウォレク                                                         | ヨースト・レーシング                                         | ポルシェ・962C                                 | G                        | 7                        | 4,119.341 km (2,559.640 mi) |             |             |
| 1992年       | 2/1・2/2                 | 長谷見昌弘 星野一義 鈴木利男 アンデルス・オロフソン | NISMO                                                        | ニッサン・R91CP                                | G                        | 23                       | 4,365.700 km (2,712.720 mi) |             |             |
| 1993年       | 1/30・1/31               | P.J.ジョーンズ マーク・ディスモア ロッキー・モラン | オール・アメリカン・レーサーズ                               | イーグル・MkIII/トヨタ                         | G                        | 99                       | 3,999.027 km (2,484.880 mi) |             |             |
| 1994年       | 2/5・2/6                 | ポール・ゲンティロッツィ スコット・プルーエット ブッチ・ライツィンガー スティーブ・ミレン                                                                  | カニンガム・レーシング                                       | ニッサン・300ZX                                | Y                        | 76                       | 4,050.090 km (2,516.609 mi) |             |             |
| 1995年       | 2/4・2/5                 | ユルゲン・ラッシク クリストフ・ブシュー ジョバンニ・ラバッジ マルコ・ヴェルナー                                                                            | クレマー・レーシング                                         | クレマー・K8 スパイダー - ポルシェ             | G                        | 10                       | 3,953.192 km (2,456.400 mi) |             |             |
| 1996年       | 2/3・2/4                 | ウェイン・テイラー スコット・シャープ ジム・ペース | ドイル・レーシング                                           | ライリーアンドスコット・MkIII - オールズモビル | G                        | 4                        | 3,993.298 km (2,481.320 mi) |             |             |
| 1997年       | 2/1・2/2                 | ロブ・ダイソン ジェームス・ウィーバー ブッチ・ライツィンガー アンディ・ウォレス ジョン・ポール Jr. エリオット＝フォーブス・ロビンソン ジョン・シュナイダー | ダイソン・レーシング                                         | ライリーアンドスコット・MkIII - フォード       | G                        | 16                       | 3,953.192 km (2,456.400 mi) |             |             |
| 1998年       | 1/31・2/1                | マウロ・バルディ アリー・ルイエンダイク ジャンピエロ・モレッティ                                                                                           | ドラン・モレッティ・レーシング                               | フェラーリ・333SP                              | Y                        | 30                       | 4,073.507 km (2,531.160 mi) |             |             |
| 1999年       | 1/30・1/31               | エリオット＝フォーブス・ロビンソン ブッチ・ライツィンガー アンディ・ウォレス                                                                               | ダイソン・レーシング・チーム                                 | ライリーアンドスコット・MkIII - フォード       | G                        | 20                       | 4,056.319 km (2,520.480 mi) |             |             |
| 2000年       | 2/5・2/6                 | オリビエ・ベレッタ ドミニク・デュプイ カール・ヴェンドリンガー                                                                                             | バイパー チーム・オレカ                                      | ダッジ・バイパー GTS-R                         | M                        | 91                       | 4,142.258 km (2,573.880 mi) |             |             |
| 2001年       | 2/3・2/4                 | ロン・フェローズ クリス・クナイフェル フランク・フレオン ジョニー・オコーネル                                                                              | コルベット・レーシング                                       | シボレー・コルベット C5-R                      | G                        | 2                        | 3,758.398 km (2,335.360 mi) |             |             |
| 2002年       | 2/2・2/3                 | ディディアー・セイス フレディ・リエンハルト マックス・パピス マウロ・バルディ                                                                              | ドラン・リスタ・レーシング                                   | ダラーラ・SP1-ジャッド                         | G                        | 27                       | 4,102.153 km (2,548.960 mi) |             |             |
| 2003年       | 2/1・2/2                 | ケビン・バックラー マイケル・シュロム ティモ・ベルンハルト ヨルグ・ベルグマイスター                                                                        | ザ・レーサーズ・グループ                                     | ポルシェ・911GT3-RS                            | D                        | 66                       | 3,981.839 km (2,474.200 mi) |             |             |
| 2004年       | 1/31・2/1                | クリスチャン・フィッティパルディ テリー・ボーチェラー フォレスト・バーバー アンディ・ピルグリム                                                            | ベル・モータースポーツ                                       | ドラン・JE4 - ポンティアック                   | G                        | 54                       | 3,013.98 km (1,872.80 mi)   |             |             |
| 2005年       | 2/5・2/6                 | マックス・アンジェレッリ ウェイン・テイラー エマニュエル・コラール                                                                                         | サントラスト・レーシング                                     | ライリー・MkXI - ポンティアック                | H                        | 10                       | 4,068.300 km (2,527.924 mi) |             |             |
| 2006年       | 1/28・1/29               | スコット・ディクソン ダン・ウェルドン ケーシー・メアーズ                                                                                                   | テルメックス・ガナッシ・レーシング                           | ライリー・MkXI - レクサス                      | H                        | 02                       | 4,205.82 km (2,613.38 mi)   |             |             |
| 2007年       | 1/27・1/28               | ファン・パブロ・モントーヤ サルバドール・ドゥラン スコット・シャープ                                                                                       | テルメックス・ガナッシ・レーシング                           | ライリー・MkXI - レクサス                      | H                        | 01                       | 3,826.972 km (2,377.970 mi) |             |             |
| 2008年       | 1/26・1/27               | ファン・パブロ・モントーヤ ダリオ・フランキッティ スコット・プルーエット メモ・ロハス                                                                      | テルメックス・ガナッシ・レーシング                           | ライリー・MkXI - レクサス                      | P                        | 01                       | 3,981.839 km (2,474.200 mi) |             |             |
| 2009年       | 1/24・1/25               | デビッド・ダナヒュー アントニオ・ガルシア ダレン・ロー バディ・ライス                                                                                      | ブルモス・レーシング                                         | ライリー・MkXI - ポルシェ                      | P                        | 58                       | 4,211.009 km (2,616.600 mi) |             |             |
| 2010年       | 1/30・1/31               | ジョアン・バルボーザ テリー・ボーチェラー ライアン・ダルジエル マイク・ロッケンフェラー                                                                    | アクション・エクスプレス・レーシング                         | ライリー・MkXI - ポルシェ                      | P                        | 9                        | 4,326.15 km (2,688.14 mi)   |             |             |
| 2011年       | 1/29・1/30               | ジョーイ・ハンド グラハム・レイホール スコット・プルーエット メモ・ロハス                                                                                  | テルメックス・チップ・ガナッシ・レーシング                   | ライリー・MkXXVI - BMW                         | C                        | 01                       | 4,125.60 km (2,563.53 mi)   |             |             |
| 2012年       | 1/28・1/29               | A.J.アルメンディンガー オズワルド・ネグリ ジョン・ピュー ジャスティン・ウィルソン                                                                          | マイケル・シャンク・レーシング                               | ライリー・MkXXVI - フォード                    | C                        | 60                       | 4,359.97 km (2,709.16 mi)   |             |             |
| 2013年       | 1/26・1/27               | ファン・パブロ・モントーヤ チャーリー・キンボール スコット・プルーエット メモ・ロハス                                                                      | チップ・ガナッシ・レーシング                                 | ライリー・MkXXVI - BMW                         | C                        | 01                       | 4,062.05 km (2,524.04 mi)   |             |             |
| 2014年       | 1/25・1/26               | クリスチャン・フィッティパルディ ジョアン・バルボーザ セバスチャン・ボーデ                                                                                 | アクション・エクスプレス・レーシング                         | コルベット・DP                                 | C                        | 5                        | 3,981.839 km (2,474.200 mi) |             |             |
| 2015年       | 1/24・1/25               | スコット・ディクソン トニー・カナーン ジェイミー・マクマレー カイル・ラーソン                                                                              | チップ・ガナッシ・レーシング                                 | ライリー・MkXXVI - フォード                    | C                        | 02                       | 4,239.656 km (2,634.400 mi) |             |             |
| 2016年       | 1/30・1/31               | エド・ブラウン · ヨハネス・ファン・オーヴァービーク · スコット・シャープ · ピポ・デラーニ                                                                  | テキーラ・パトロン ESM                                       | リジェ・JS P2 - ホンダ                         | C                        | 2                        | 4,216.739 km (2,620.160 mi) |             |             |
| 2017年       | 1/28・1/29               | ジェフ・ゴードン ジョーダン・テイラー リッキー・テイラー マックス・アンジェレッリ                                                                          | ウェイン・テイラー・レーシング                               | キャデラック・DPi-V.R                          | C                        | 10                       | 3,776.07 km (2,346.34 mi)   |             |             |
| 2018年       | 1/27・1/28               | ジョアン・バルボーザ フェリペ・アルブケルケ クリスチャン・フィッティパルディ                                                                               | マスタング・サンプリング・レーシング                         | キャデラック・DPi-V.R                          | C                        | 5                        | 4,629.84 km (2,876.85 mi)   |             |             |
| 2019年       | 1/27・1/28               | ジョーダン・テイラー レンガー・ヴァン・デル・ザンデ フェルナンド・アロンソ 小林可夢偉                                                                      | コニカミノルタ・キャデラック                                 | キャデラック・DPi-V.R                          | M                        | 10                       | 3,236.52 km (2,011.08 mi)   |             |             |
| 2020年       | 1/26・1/27               | レンガー・ヴァン・デル・ザンデ スコット・ディクソン ライアン・ブリスコー 小林可夢偉                                                                        | コニカミノルタ・キャデラック                                 | キャデラック・DPi-V.R                          | M                        | 10                       | 4,772.48 km (2,965.48 mi)   |             |             |
| 2021年       | 1/31・2/1                | リッキー・テイラー フェリペ・アルブケルケ アレクサンダー・ロッシ エリオ・カストロネベス                                                                    | コニカミノルタ・アキュラ                                     | アキュラ・ARX-05                               | M                        | 10                       | 4,623.52 km (2,872.92 mi)   |             |             |
| 2022年       | 1/29・1/30               | トム・ブロンクビスト エリオ・カストロネベス オリバー・ジャービス サイモン・パジェノ                                                                        | メイヤー・シャンク・レーシング ウィズ カーブ・アガジャニアン | アキュラ・ARX-05                               | M                        | 60                       | 4,359.97 km (2,709.16 mi)   |             |             |
| 2023年       | 1/28・1/29               | トム・ブロンクビスト コリン・ブラウン エリオ・カストロネベス サイモン・パジェノ                                                                            | メイヤー・シャンク・レーシング ウィズ カーブ・アガジャニアン | アキュラ・ARX-06                               | M                        | 60                       | 4,485.80 km (2,787.35 mi)   |             |             |
| 2024年       | 1/27・1/28               | デイン・キャメロン マット・キャンベル フェリペ・ナスル ジョセフ・ニューガーデン                                                                            | ポルシェ・ペンスキー・モータースポーツ                       | ポルシェ・963                                  | M                        | 7                        | 4,531.85 km (2,815.96 mi)   |             |             |
| 2025年       | 1/25・1/26               | フェリペ・ナスル ニック・タンディ ローレンス・ヴァントール                                                                                                 | ポルシェ・ペンスキー・モータースポーツ                       | ポルシェ・963                                  | M                        | 7                        | 4,475.14 km (2,780.72 mi)   |             |             |

## レコード（総合優勝者のみ）

### 最多優勝記録（ドライバー別）
| 順位 | ドライバー                         | 勝利数 | 年                                     |
| ---- | ---------------------------------- | ------ | -------------------------------------- |
| 1    | ハーレイ・ヘイウッド               | 5      | 1973年, 1975年, 1977年, 1979年, 1991年 |
| 1    | スコット・プルーエット             | 5      | 1994年, 2007年, 2008年, 2011年, 2013年 |
| 3    | ペドロ・ロドリゲス                 | 4      | 1963年, 1964年, 1970年, 1971年         |
| 3    | ロルフ・シュトメレン               | 4      | 1968年, 1978年, 1980年, 1982年         |
| 3    | ピーター・グレッグ                 | 4      | 1973年, 1975年, 1976年, 1978年         |
| 3    | ボブ・ウォレク                     | 4      | 1983年, 1985年, 1989年, 1991年         |
| 7    | ブライアン・レッドマン             | 3      | 1970年, 1976年, 1981年                 |
| 7    | デレック・ベル                     | 3      | 1986年, 1987年, 1989年                 |
| 7    | アンディ・ウォレス                 | 3      | 1990年, 1997年, 1999年                 |
| 7    | ブッチ・ライツィンガー             | 3      | 1994年, 1997年, 1999年                 |
| 7    | クリスチャン・フィッティパルディ   | 3      | 2004年, 2014年, 2018年                 |
| 7    | スコット・ディクソン               | 3      | 2006年, 2015年, 2020年                 |
| 7    | ファン・パブロ・モントーヤ         | 3      | 2007年, 2008年, 2013年                 |
| 7    | メモ・ロハス                       | 3      | 2008年, 2011年, 2013年                 |
| 7    | ジョアン・バルボーザ               | 3      | 2010年, 2014年, 2018年                 |
| 7    | エリオ・カストロネベス             | 3      | 2021年, 2022年, 2023年                 |
| 17   | ケン・マイルズ                     | 2      | 1965年, 1966年                         |
| 17   | ロイド・ルビー                     | 2      | 1965年, 1966年                         |
| 17   | ジョン・ポールJr.                  | 2      | 1982年, 1997年                         |
| 17   | A.J.フォイト                       | 2      | 1983年, 1985年                         |
| 17   | アル・ホルバート                   | 2      | 1986年, 1987年                         |
| 17   | アル・アンサーJr.                  | 2      | 1986年, 1987年                         |
| 17   | ヤン・ラマース                     | 2      | 1988年, 1990年                         |
| 17   | ウェイン・テイラー                 | 2      | 1996年, 2005年                         |
| 17   | スコット・シャープ                 | 2      | 1996年, 2016年                         |
| 17   | エリオット・フォーブス・ロビンソン | 2      | 1997年, 1999年                         |
| 17   | マウロ・バルディ                   | 2      | 1998年, 2002年                         |
| 17   | ディディエ・セイス                 | 2      | 1998年, 2002年                         |
| 17   | テリー・ボルシェラー               | 2      | 2004年, 2010年                         |
| 17   | マックス・アンジェレッリ           | 2      | 2005年, 2017年                         |
| 17   | ジョーダン・テイラー               | 2      | 2017年, 2019年                         |
| 17   | リッキー・テイラー                 | 2      | 2017年, 2021年                         |
| 17   | フェリペ・アルブケルケ             | 2      | 2018年, 2021年                         |
| 17   | 小林可夢偉                         | 2      | 2019年, 2020年                         |
| 17   | レンガー・ヴァン・デル・ザンデ     | 2      | 2019年, 2020年                         |
| 17   | トム・ブロンクビスト               | 2      | 2022年, 2023年                         |
| 17   | サイモン・パジェノ                 | 2      | 2022年, 2023年                         |
| 17   | フェリペ・ナスル                   | 2      | 2024年, 2025年                         |

### 最多優勝記録（コンストラクター別）
| 順位 | コンストラクター       | 勝利数 | 年 |
| ---- | ---------------------- | ------ | --- |
| 1    | ポルシェ               | 20     | 1968年, 1970年, 1971年, 1973年, 1975年 1977年, 1978年, 1979年, 1980年, 1981年 1982年, 1983年, 1985年, 1986年, 1987年 1989年, 1991年, 2003年, 2024年, 2025年 |
| 2    | ライリー               | 10     | 2005年, 2006年, 2007年, 2008年, 2009年 2010年, 2011年, 2012年, 2013年, 2015年                                                                               |
| 3    | フェラーリ             | 5      | 1963年, 1964年, 1967年, 1972年, 1998年 |
| 4    | キャデラック           | 4      | 2017年, 2018年, 2019年, 2020年 |
| 5    | ライリーアンドスコット | 3      | 1996年, 1997年, 1999年 |
| 5    | アキュラ               | 3      | 2021年, 2022年, 2023年 |
| 7    | フォード               | 2      | 1965年, 1966年 |
| 7    | ジャガー               | 2      | 1988年, 1990年 |
| 7    | 日産                   | 2      | 1992年, 1994年 |
| 10   | ロータス               | 1      | 1962年 |
| 10   | ローラ                 | 1      | 1969年 |
| 10   | BMW                    | 1      | 1976年 |
| 10   | マーチ                 | 1      | 1984年 |
| 10   | トヨタ                 | 1      | 1993年 |
| 10   | クレマー               | 1      | 1995年 |
| 10   | ダッジ                 | 1      | 2000年 |
| 10   | シボレー               | 1      | 2001年 |
| 10   | ダラーラ               | 1      | 2002年 |
| 10   | ドラン                 | 1      | 2004年 |
| 10   | コヨーテ               | 1      | 2014年 |
| 10   | リジェ                 | 1      | 2016年 |